# Neoxyphinus furtivus
Espèce
Synonymes
- Dysderina furtiva Chickering, 1968

Neoxyphinus furtivus est une espèce d'araignées aranéomorphes de la famille des Oonopidae.

## Distribution
Cette espèce se rencontre à la Jamaïque, à la Trinité et au Brésil au Roraima, en Amazonas et au Pará. ,.

## Description
Le mâle décrit par Abrahim, Brescovit, Rheims, Santos, Ott et Bonaldo en 2012 mesure 1,98 mm et la femelle 1,93 mm.

## Publication originale
- Chickering, 1968 : The genus Dysderina (Araneae, Oonopidae) in Central America and the West Indies. Breviora, no 296, p. 1-37 (texte intégral).